# Pindad PM2衝鋒槍
Pindad PM2是一款由印度尼西亚槍械製造商PT Pindad為森林警衛部門和執法機關使用而研製和生產的冲锋枪，發射9×19公釐帕拉貝倫口徑手枪子彈。

## 設計目標
Pindad PM2是一款參考了大宇K7的形式，基於Pindad SS2作自主研發的衝鋒槍，採用了類似的機匣（雖然改為使用9×19毫米彈藥）、手槍握把和折疊式槍托。它在設計以的性能超越了流行的、德国製造的黑克勒&科赫MP5。它在機匣頂部具有用於安裝光學元件的標準MIL-STD-1913戰術導軌，並可裝有消聲器。
PM2專為近身距離作戰而設計，主要面向軍隊特種部隊和警察反恐部隊銷售，近戰最大射程可達75公尺（82.02码，246.06英尺）。PM2滿足了城鎮戰的需要，Pindad公還研發了可用於武器的非致命性橡膠子彈。
目前，當地政府無意購買這種武器，但是外國買家對購入該槍枝感興趣。

## 衍生型

### PM2-V1
V1型連其彈匣時重達3.18公斤，槍托展開時全長625毫米，採用反沖式擊發系統。

### PM2-V2
V2型配有內置式消聲器。它連其彈匣時重達3.45千克，槍托展開時全長720毫米。

### PM2-V3
V3型的前護木裝上了前握把，比V1型要長，但短於V2型。它的頂部主體具有皮卡汀尼導軌，並且具有不同的槍托和手槍握把設計。

### PM2 GO
2016年，Pindad研發了PM2 GO（全寫：Gas Operated，意為：氣動式），它採用了很像Pindad SS2的導氣活塞系統。

## 使用國
- 印度尼西亞：印度尼西亞陸軍（英语：Indonesian Army）和特種部隊司令部（英语：Kopassus）。[來源請求]
- 东帝汶：從PT Pindad購入了75枝PM2-V1。[4][5]但在PNTL的高級官員通知Tempo Semanala，在一次培訓表明某些衝鋒槍存在缺陷以後，国务卿弗朗西斯科·古特雷斯要求負責進口PM2-V1的公司提供答覆。[5]

## 資料來源
1. 1 2  Utomo, Yunanto Wiji. . Kompas.com. 16 April 2015. （原始内容存档于2018-07-07） （印度尼西亚语）.
2. 1 2  . Kodam V/Brawijaya. 2011-01-08  [2013-01-17]. （原始内容存档于2012-04-05） （印度尼西亚语）.
3. ↑  Anggadha, Arry. . Money.id. 14 Mei 2016. （原始内容存档于2018-04-01） （印度尼西亚语）.
4. ↑  . PT Pindad. 2012-12-02  [2013-01-17]. （原始内容存档于2013-01-17）.
5. 1 2  .   [2013-01-24]. （原始内容存档于2013-01-24）.

## 外部連結
- （英文）—Senjata Jagawana（页面存档备份，存于）